# Ode to J. Smith
Ode to J. Smith es el sexto álbum de estudio de la banda escocesa de rock alternativo Travis lanzado el 29 de septiembre del 2008 en el Reino Unido, recibiendo generalmente críticas positivas. El álbum fue lanzado en los Estados Unidos el 4 de noviembre del 2008.
El primer sencillos del álbum, "Something Anything", fue lanzado el 15 de septiembre, y a pesar de que fue generalmente recibido por los fanes de Travis, no tuvo mucho éxito en los charts.

## Lista de canciones
Todas las canciones escritas por Francis Healy, excepto las indicadas.
1. "Chinese Blues" – 3:46
2. "J. Smith" – 3:04
3. "Something Anything" – 2:22 (Healy, Dougie Payne)
4. "Long Way Down" (Healy, Payne) – 2:39
5. "Broken Mirror" – 3:12
6. "Last Words" (Healy, Payne) – 4:11
7. "Quite Free" (Andy Dunlop, Healy, Payne) – 4:00
8. "Get Up" (Healy, Payne) – 3:13
9. "Friends" - 3:24
10. "Song to Self" - 3:46
11. "Before You Were Young" - 3:19
12. "Sarah" (Japanese Bonus Track) - 4:26

## Posicionamiento
| Listas (2008)          | Posición |
| ---------------------- | -------- |
| UK Album Chart         | 20       |
| Mexican Albums Chart   | 25       |
| Billboard Hot 200      | 122      |
| Top Independent Albums | 14       |

## Personal
- Francis Healy – vocales, guitarra, armónica
- Andy Dunlop – guitarra
- Dougie Payne – bajo eléctrico, coros
- Neil Primrose – batería